# Over zin en betekenis
Over zin en betekenis (Über Sinn und Bedeutung) is een in 1892 verschenen essay van Gottlob Frege. Frege verduidelijkt daarin de basisbegrippen van zijn taalfilosofie. De verhandeling behoort tot de centrale teksten in de taalfilosofie en linguïstische semantiek.

## Zin en betekenis bij eigennamen
Het uitgangspunt van Frege's overwegingen is de waarneming, dat uitspraken van de vorm a = b een andere kenniswaarde hebben dan uitspraken van de vorm a = a. Bijvoorbeeld: De morgenster is eenzelfde hemellichaam als de avondster (namelijk de planeet Venus). In tegenstelling tot de triviaal ware uitspraak "morgenster = morgenster", drukt de uitspraak "morgenster = avondster" kennis uit. Frege benadrukt, in het tweede geval wordt hetzelfde voorwerp (Venus) op twee verschillende wijzen "gegeven": eenmaal als hemellichaam dat als laatste in de ochtend aan de hemel zichtbaar is, eenmaal als hemellichaam dat als eerste in de avond aan de hemel zichtbaar is.
Frege onderscheidt daarom het voorwerp, waarvoor de uitdrukking bestaat - als zijn verwijsvoorwerp - van de manier waarop het "gegeven" is. Eerst (in het voorbeeld Venus) noemt hij, wat misleidend, de betekenis als uitdrukking - dat waarnaar de uitdrukking wijst - daarna daarentegen zijn "zin": "Het ligt nu voor de hand, met een teken (naam, woordverbinding, schriftteken) buiten het betekenende, wat de betekenis van het teken zijn moge, nog iets daarmee verbonden te denken, wat ik de zin van het teken noemen wil, waarin de manier van het "gegeven-zijn" is  bevat. "Morgenster" en "avondster" hebben zo, volgens Frege, een verschillende zin, maar eenzelfde betekenis, omdat ze naar hetzelfde voorwerp verwijzen. Frege hecht eraan, dat de zin van een uitdrukking niet met een voorstelling te verwisselen is. Een voorstelling is iets puur subjektiefs: "Als twee personen zich hetzelfde voorstellen, heeft toch ieder zijn eigen voorstelling, terwijl de zin "een gemeenschappelijk eigendom van velen kan zijn".
Het onderscheid tussen zin en betekenis maakt Frege vervolgens voor eigennamen. Een eigennaam is voor Frege de "betekenis van een specifiek voorwerp". Frege gebruikt "voorwerp" in de uitgebreide zin, naast gewone voorwerpen als huizen en tafels, vat hij bijvoorbeeld ook mensen, oorden, tijdstippen en getallen als voorwerpen op. Een eigennaam kan nu uit een uniek woord bestaan, maar "ook uit meerdere woorden of tekens". Volgens Frege waren behalve "morgenster" ook beschrijvingen zoals "De eerste man op de maan" en termen zoals "3 + 5" eigennamen. Frege wijst erop, dat een "grammaticaal juist gemaakte eigennaam altijd een zin heeft". Maar hij heeft in deze eigennaam niet altijd een betekenis. De uitdrukking "De huidige koning van Frankrijk" heeft bijvoorbeeld een zin, maar geen betekenis (omdat er niet zo'n koning is, waarnaar verwezen kan worden).

## Zin en betekenis bij grammaticale zinnen
In een tweede stap past Frege de onderscheiding ook op bewerende zinnen toe. De gedachte die zo'n grammaticale zin uitdrukt zet Frege met zijn zin gelijk, niet met zijn betekenis. De reden is dat de betekenis van een complexe uitdrukking niet veranderen mag, wanneer een deel van de uitdrukking door een andere, met dezelfde betekenis, vervangen wordt (het zogenaamde Frege-principe):  
"Vervangen we nu in de grammaticale zin een woord door een andere met dezelfde betekenis maar een andere zin, dan kan dit op de betekenis van de grammaticale zin geen invloed hebben. Bij zo'n operatie kan zich echter de uitgedrukte gedachte veranderen, "de morgenster is een planeet" drukt volgens Frege een andere gedachte uit dan "de avondster is een planeet", omdat men de ene grammaticale zin voor waar kan houden en de andere voor fout, wanneer men niet weet dat morgenster en avondster identiek zijn. Daarom kan de gedachte niet de betekenis van de grammaticale zin zijn, maar wel de zin van de grammaticale zin.
Wat echter bij de vervanging van een uitdrukking door een andere met dezelfde betekenis niet verandert, is de waarheid of onwaarheid van de grammaticale zin. Frege vat daarom als de betekenis van een grammaticale zin, zijn "waarheidswaarde" op. Frege kent precies twee waarheidswaarden, namelijk het "ware" en het "onware". Deze constructie heeft het wat onverwachte gevolg dat grammaticale zinnen ook eigennamen zijn:
"Iedere bewerende zin (...) is dus als eigennaam op te vatten en zijn betekenis (...) is het "ware" of het "onware".
Uit Frege's standpunt is dit echter consequent, want een eigennaam is een uitdrukking, die een voorwerp uitdrukt, en de waarheidswaarden zijn voor hem voorwerpen.
Een verder implicatie is, dat alle ware grammaticale zinnen dezelfde betekenis hebben, ook de onware. Na Frege komt het daarom nooit alleen op de betekenis van een grammaticale zin aan, maar op de betekenis en de zin, de uitgedrukte gedachte. De stap van gedachte naar betekenis vindt in het "oordeel" plaats:
"Oordelen kan als het voortschrijden van een gedachte tot zijn oordeel opgevat worden." (blz. 34).
Dit kan niet worden vergeleken met het verhouden van onderwerp en predicaat, die naast elkaar staan.

## Gewone grammaticale zinnen, citaten en beschrijvende grammaticale zinnen
Het gezegde, dat de betekenis van een grammaticale zin zijn waarheidswaarde is, geldt alleen als de woorden op gewone wijze, dat wil zeggen in "gewone" taal gebruikt worden. Bij de gewone taal onderscheidt Frege de "citaten" (gerade Rede) en de "beschrijvende grammaticale zinnen" (ungerade Rede). "Het kan ook voorkomen dat men van de woorden zelf of van hun zin wil spreken. Dat gebeurt bijv. wanneer men een ander letterlijk citeert. (...) In de beschrijvende grammaticale zin spreekt men van de zin bijv. de uitspraken van een ander."
Citaten zijn de letterlijke weergave van wat gezegd of geschreven is. Beschrijvende grammaticale zinnen komen daarentegen bijvoorbeeld voor in bijzinnen die met "omdat" beginnen, of bij grammaticale zinnen die "geloven dat"
in hun opbouw hebben  . In deze gevallen kan men niet eenvoudig een zinsdeel door een andere vervangen. Bijvoorbeeld kan men niet de zin "Kepler denkt dat de morgenster de planeet Venus is" niet eenvoudig "morgenster" door "avondster" vervangen, want het kan zijn, dat Kepler gelooft dat de morgenster maar niet de avondster Venus is. Net zomin kan men niet de hele bijzin door een andere met dezelfde waarheidswaarde vervangen, bijvoorbeeld dat de "Mount Everest de hoogste berg van de aarde is" want dat is zeker niet wat Kepler gelooft.
Volgens Frege hebben zulke grammaticale (bij-)zinnen de woorden als betekenis dat, wat in "gewone" taal hun zin is. De beschrijvende grammaticale betekenis is wat in een "gewone" grammaticale zin hun zin is. De grammaticale zin als geheel betekent ook niet zijn waarheidswaarde, maar in plaats daarvan zijn door hem uitgedrukte gedachte. Er geldt dus "dat de betekenis van een grammaticale zin niet altijd zijn waarheidswaarde is en dat "morgenster" niet altijd de planeet Venus betekent, namelijk dan niet, wanneer dit woord zijn beschrijvende grammaticale betekenis heeft. De zin van een woord of grammaticale zin in beschrijvende grammaticale taal is volgens Frege de zin van zijn gewone zin.
Bij een beschrijvende grammaticale bijzin drukt deze geen gedachte uit (maar de gedachte aan een gedachte). Frege behandelt nog een ander geval, waarin de bijzin geen gedachte is. Zijn voorbeeld is: 
"Wanneer een getal kleiner dan 1 en groter dan 0 is, dan is ook zijn kwadraat kleiner dan 1 en groter dan 0." 
Hier speelt de uitdrukking "een getal" de rol van een variabele. Frege noemt deze uitdrukking daarom "een onbepaald aanduidend bestanddeel van de grammaticale zin. Op grond van dit bestanddeel zijn die delen van de grammaticale zin onvolledig en hebben daarom als zin geen volledige gedachte.